# 聖誕快樂 (2005年電影)
《聖誕快樂》（法語：Joyeux Noël），2005年的電影。故事由第一次世界大戰期間發生的真人真事改編，講述1914年的英法聯軍與德軍三方協議聖誕節休戰。此電影後來入圍第78屆奧斯卡金像獎。

## 劇情簡介
第一次世界大戰，同盟國陣營之德國軍隊與協約國陣營之英法兩軍對峙。戰場上三方僵持不下。蘇格蘭士兵喬納森（Jonathan）和兄弟威廉參戰，威廉戰死，他感到無比的孤獨和自責。與喬納森和威廉來自同一個村莊的神父帕爾馬（Palmer）在戰場上冒險救人，結果被上級責罵。
歐德貝赫（Audebert，法國）十分掛念懷孕的妻子，可是妻子卻被困於淪陷區；他收到消息，不久後要去接受炮兵訓練，可是他並不想去。歐德貝赫的侍從波檞（Ponchel）原為髮型師，十分懷念其母親，他隨身攜帶一個鬧鐘，每到十點鬧鈴聲響遍戰場，這是他平日與母親一起喝咖啡的時間。
丹麥女高音女高音安娜（Anna）掛念在戰場上的情人——男高音史賓克（Sprink，德國），終於她想到一個妙計跟他見面：請德國王子允許她和史賓克在平安夜為王子與其他高級將領獻唱。
霍斯特麥爾（Horstmayer，德國）頗討厭身為藝術家的史賓克，認為他沒用。史賓克和安娜難得見面，但高歌後史賓克堅持返回戰場，安娜冒險跟他回去。
蘇格蘭軍隊收到一批樂器（蘇格蘭風笛），神父帕爾曼和其他士兵忍不住吹奏，激起思鄉之情。
德軍收到一堆聖誕樹。史賓克引吭高歌，蘇格蘭軍隊和奏。三方軍官決定停戰。在此夜，眾人無分彼此，相互分享食物，共同喝酒、吃巧克力、聊彼此家人......神父帕爾曼主持彌撒。
由於德法地理相連，三方軍官聊至家人時，霍斯特麥爾懷念與妻子共遊法國，歐德貝赫分享自己畫的不像的妻子畫作，告知遺失唯一的妻子照片。令人意外的是霍斯特麥爾竟在戰場拾獲歐德貝赫的錢包想著戰後循錢包內的地址交還，因為錢包裡的照片，讓霍斯特麥爾立即物歸原主，而歐德貝赫也再度找回妻子的照片。
次日，三方軍官再度協議，繼續休戰，各自安葬陣亡遺體。然後大家踢足球、玩撲克牌。之後三方回各陣地，但此時霍斯特麥爾得知德國軍隊即將進行轟炸，不忍敵國二軍朋友受傷，竟叫全部士兵們都來自己的戰壕暫避。當砲擊結束，各國士兵打算返回各自陣地時，英軍蘇格蘭軍官克里斯多福（Christopher）卻說：還沒完，你們射完後，換我們回擊！
於是三方士兵又一同從德國陣地移至英法陣地。
波檞為了得到自己母親和歐德貝赫妻子的消息，假冒成德國士兵，去德國陣營打聽消息，回來時卻不幸被喬納森射死。史賓克將被囚禁兩星期，罪名是違反命令。史賓克和安娜為了在一起，寧當別國的戰俘。
眾人寫的書信不幸被軍方看見。神父帕爾曼被他教區之上的主教斥責。歐德貝赫失去成為炮兵的機會，並要調往另一戰區。霍斯特麥爾和部下被派往俄國戰鬥，經過家鄉卻罰不准下車探望家人，還被德國王子侮辱。
儘管大家被調不同戰區，未必再能相見，可是眾人似乎都相信，那天的決定沒有錯。

## 演員
| 角色                                                   | 職務或身份                                             | 演員                | 備註                                                                            |
| ------------------------------------------------------ | ------------------------------------------------------ | ------------------- | ------------------------------------------------------------------------------- |
| 安娜·索倫森（Anna Sörensen）                           | 丹麥女高音                                             | 戴安·古嘉           | Sprink的女友：歌聲：Natalie Dessay                                              |
| 尼古拉斯·史賓克（Nikolaus Sprink）                     | 德軍二等兵（Private）                                  | 班諾·福曼           | 以 華爾特·基爾霍夫 ( Walter Kirchhoff )為原型塑造的角色；歌聲：Rolando Villazón |
| 歐德貝赫（Audebert）                                   | 法軍中尉（ Lieutenant）                                | 吉翁·卡列           | 法蘭西第三共和國第26步兵團。                                                    |
| 帕爾曼（Palmer）                                       | 牧师                                                   | 加利·路易斯         | 蘇格蘭圣公会牧师。                                                              |
| 戈登（Gordon）                                         | 英軍中尉                                               | 艾力克斯·福恩斯     | 大不列顛及愛爾蘭聯合王國 皇家蘇格蘭燧發槍團（Royal Scots Fusiliers）。          |
| 波檞（Ponchel）                                        | 法軍二等兵                                             | 丹尼·伯恩           | 歐德貝赫（Audebert）的傳令兵。                                                  |
| 霍斯特麥爾（Horstmayer）                               | 德軍中尉                                               | 丹尼爾·布爾         | 德意志帝國第93步兵團。                                                          |
| Orderly                                                | 英國軍醫                                               | Christian Carion    |                                                                                 |
| 皇家蘇格蘭燧發槍團少校 （Royal Scots Fusiliers Major） | 皇家蘇格蘭燧發槍團少校 （Royal Scots Fusiliers Major） | 克里斯多福·福爾福德 |                                                                                 |
| 德軍總部軍官 （German Officer at Headquarters）        | 德軍總部軍官 （German Officer at Headquarters）        | Mathias Herrmann    |                                                                                 |
| 蘇格蘭士兵（Scottish Soldier）                         | 蘇格蘭士兵（Scottish Soldier）                         | Neil McNulty        |                                                                                 |
| Gueusselin                                             |                                                        | Lucas Belvaux       |                                                                                 |
| 喬納森（Jonathan）                                     |                                                        | Steven Robertson    |                                                                                 |
| 上將（Général）                                        | 上將（Général）                                        | 貝爾納·勒·科克      |                                                                                 |
| 主教（the Bishop）                                     | 主教（the Bishop）                                     | 伊恩·理察森         |                                                                                 |

## 片尾曲
- 《夢迴故里》（I'm Dreaming of Home）

## 外部連結
- 互联网电影数据库（IMDb）上《圣诞快乐》的资料（英文）
- AllMovie上《圣诞快乐》的资料（英文）